# VLOD
De VLOD (Vereniging Lokale Omroep Dronten) was de lokale omroep van Dronten. 
De VLOD was een van de zes eerste lokale omroepen van Nederland opgestart als een experiment door het ministerie van CRM. Andere gemeenten waren: Bijlmermeer, Deventer, Goirle, Melick en Herkenbosch en Zoetermeer.  Vanaf 1974 zond de VLOD uit op het kabelnet van de gemeente vanuit de studio in De Meerpaal. In 1981 werden ook de dorpen Biddinghuizen en Swifterbant op dat kabelnet aangesloten. In 1999 viel het doek voor de omroep, doordat de gemeente de subsidiekraan had dichtgedraaid. Veel banden van de uitzendingen zijn nog terug te vinden in een archief dat is overgedragen aan het Nieuw Land Erfgoedcentrum in Lelystad.